# 安康盧氏
安康盧氏（アンガンノし、안강노씨）は、朝鮮の氏族の一つ。本貫は慶尚北道慶州市である。2015年の調査では、59人（他に同系列の慶州盧氏は8,000人）である。
始祖は、中国唐の翰林学士を務めていた時に新羅に派遣された盧穂の6男の盧坤である。盧坤は、高麗時代に安康伯に封じられた。
光州盧氏、交河盧氏、豊川盧氏、長淵盧氏、安東盧氏、延日盧氏、平壌盧氏、谷山盧氏と共に盧氏中央宗親会をなしている。

## 集姓村
- 慶尚北道善山郡善山邑禿洞洞[4]